# Serra de Camp Bolvir
La Serra de Camp Bolvir és una serra situada entre els municipis de Bellver de Cerdanya i de Prullans, a la comarca de la Baixa Cerdanya, amb una elevació màxima de 1.353 metres.